# وارن وولف
وارن وولف (بالإنجليزية: Warren Wolf)‏ هو عازف جاز أمريكي، ولد في 10 نوفمبر 1979 في بالتيمور في الولايات المتحدة.

## وصلات خارجية
- الموقع الرسمي
- وارن وولف على موقع ميوزك برينز (الإنجليزية)
- وارن وولف على موقع أول ميوزيك (الإنجليزية)
- وارن وولف على موقع ديسكوغز (الإنجليزية)